# Christian Martens
Carl Christian Martens (døbt 12. november 1754 i København – 18. oktober 1820 i Langstrup) var en dansk murermester og arkitekt.
Han var søn af Joachim Christian Martens og Johanne Kirstine Arhellig(e) og var elev på Kunstakademiets bygningsskole 1768 og 1775. Martens vandt den lille sølvmedalje 1771 og den store sølvmedalje 1775 og indstillede sig til guldmedaljekonkurrencen 1775 uden at vinde. Han tog borgerskab som murermester i København 1777, var oldermand i Murerlauget 1793-99 og brandmajor. Hans karriere ligner dermed Andreas Hallander og Johan Martin Quists.
Han var en af mange talentfulde elever af C.F. Harsdorff og har opført en række københavnske borgerhuse i en klassicisme, der spænder fra det monumentale til det prosaiske. Næsten alle disse huse er fredet.
Martens blev gift 10. november 1784 i København med Ernestine Wegener. 
Han er begravet på Asminderød Kirkegård.

## Værker
I København:
- Knabrostræde 12 (1795-96)
- Brolæggerstræde 8/Knabrostræde (1796-97)
- Bremerholm 33/Laksegade 17 (1796-97, nedrevet)
- Laksegade 31 (nedrevet)
- Holmens Kanal 6 (1798, nedrevet)
- Holmens Kanal 8 (1798, nedrevet)
- Studiestræde 21 (1797, forhøjet 1890)
- Studiestræde 8 (1798)
- Larsbjørnsstræde 16/Studiestræde 23 (1798)
- Læderstræde 16 (1799-1800)
- Amagertorv 15 (1799-1800)
- Kattesundet 18/Lavendelstræde 2 (1802)
- Kronprinsensgade 5 (1803-05, tegning i Danmarks Kunstbibliotek)
- Nørre Voldgade 20/Teglgårdstræde 15 (1808-09)

Projekter:
- En kirke beliggende på en fri plads (udstillet på Kunstakademiet i 1800)